# Murina grisea
Murina grisea är en däggdjursart som beskrevs av Peters 1872. Murina grisea ingår i släktet Murina och familjen läderlappar. Inga underarter finns listade i Catalogue of Life. Arten tillhör undersläktet Harpiola som ibland godkänns som släkte.
Arten är med 32,4 till 32,8 mm långa underarmar och med en cirka 27,5 mm lång svans medelstor i familjen läderlappar. Huvudet kännetecknas av korta och breda öron som har en trekantig spets. Den broskiga fliken i örat (tragus) är lång och smal samt böjd mot utsidan. Liksom andra arter av släktet Murina har Murina grisea rörformiga näsborrar. Hos arten förekommer två par övre framtänder och tre par nedre framtänder. Antalet premolarer i varje käkhalva är två. Djurets vingar är fästa vid stortån nära tåns basis. På svansflyghudens ovansida förekommer många långa hår men undersidan är nästan naken. Bara en liten del av svansspetsen är inte inbäddad i svansflyghuden.
Denna fladdermus är bara känd från en mindre bergstrakt i nordvästra Indien. Den hittades där vid cirka 1700 meter över havet. Området var täckt av tät skog.